# Quebrada de los Cóndores

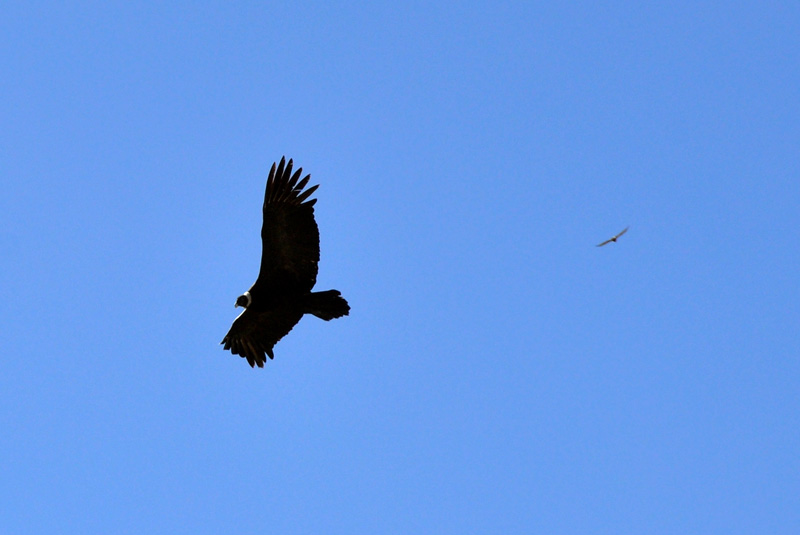
Cóndor andino.

La quebrada de los Cóndores en la provincia de La Rioja en Argentina fue protegida en mayo del 2005 mediante la ley provincial n.º 7849 con el nombre oficial de "zona de reserva ecológica Sierra de Los Quinteros".
Se encuentra en cercanías del paraje Puesto Santa Cruz en el departamento General Ángel V. Peñaloza, en la región sudeste de la provincia de La Rioja.
El instrumento legal de creación de la reserva no definió con precisión el objetivo, la superficie y los límites del área protegida, pero permitió la implementación de algunas acciones de preservación y control, dado el creciente número de visitantes del lugar. Según algunas estimaciones, la superficie protegida sería de unas 800 ha.

## Características
Sierra de los Quinteros forma parte del sistema montañoso sierra de los Llanos, integrado a la región Sierras Pampeanas. Este conjunto de sierras se encuentra en una zona relativamente aislada y con muy escasa población. Desde el punto de vista paisajístico, se trata de un conjunto rocoso granítico en conjunción con zonas planas o mesetas dominadas por pastizales.
La particularidad de la zona la constituye la existencia de miradores o balcones naturales desde los cuales puede observarse una importante población de cóndores andinos. Se estima que en el lugar habitan unos 150 individuos que tienen sus apostaderos y nidos en las laderas abruptas de la formación serrana. Estos miradores naturales están ubicados por encima de los apostaderos lo cual permite una observación especial del vuelo de las aves.